# Slavko Luštica
Slavko Luštica (* 11. Januar 1923 in Kumbor, Herceg Novi; † 4. Juli 1992 in Split, Kroatien) war ein jugoslawischer Fußballspieler, der vorwiegend im Mittelfeld agierte. Er spielte während seiner gesamten Laufbahn für den NK Hajduk Split, mit dem er zwischen 1940/41 und 1954/55 insgesamt sechs Meistertitel gewann. Dies gelang außerdem nur noch der Vereinslegende Frane Matošić (erfolgreichster Torschütze der Vereinsgeschichte) und Ljubomir Kokeza. Luštica ist zudem der Einzige von ihnen, der in der Saison 1970/71 auch als Trainer mit Hajduk einen Meistertitel gewann. 
In den Jahren 1951 und 1952 kam Luštica zu drei Länderspieleinsätzen für die jugoslawische Fußballnationalmannschaft und gehörte zum Kader der Olympiaauswahl, die 1952 in Helsinki die Silbermedaille gewann.

## Erfolge
- Kroatischer Meister: 1941, 1945, 1946 (als Spieler)
- Jugoslawischer Meister: 1950, 1952, 1955 (als Spieler), 1971 (als Trainer)